# محمود فاطمی
محمود فاطمی (۲۹ آبان ۱۳۲۰ – ۲۷ مرداد ۱۴۰۱) پزشک داروساز و صداپیشه اهل ایران بود. وی فرزند سید محمدتقی فاطمی استاد ریاضی ایرانی بود.

## پیشینه
خانواده وی اصالتاً نائینی بود. محمود فاطمی دوران ابتدایی را در دبستان‌های ۱۵ بهمن و ابن یمین تهران به تحصیل پرداخت و دوران دبیرستان را در دبیرستان البرز گذراند و پس از سیکل در رشته طبیعی مشغول به تحصیل شد. فاطمی در بهمن ۱۳۴۴ از پایان‌نامه دکترای خود در رشتهٔ داروسازی دفاع کرد.
محمود فاطمی عضو انجمن گویندگان و سرپرستان گفتار فیلم بود. وی علاوه بر گویندگی فیلم‌ها و برنامه‌های مستند، در چند اثر داستانی معروف از جمله سریال‌های پزشک دهکده، مک‌میلان و همسرش، پیتون پلیس، امام علی و مرد ۶ میلیون دلاری نیز گویندگی کرده‌بود.